# Ралль, Гюнтер
Гю́нтер Ралль (нем. Günther Rall; 10 марта 1918, Гаггенау — 4 октября 2009[…], Бад-Райхенхалль, Бавария) — третий по числу побед ас в истории, одержал 275 побед (272 — на Восточном фронте); сбил 241 советский истребитель. Совершил 621 боевой вылет, был сбит 8 раз и 3 раза ранен. Его «Мессершмитт» имел личный номер «Чёртова дюжина». Служил в составе 52-й истребительной эскадры вместе с Хартманном и Баркхорном.

## Биография
Ралль родился 10 марта 1918 года в Гаггенау, Баден, в семье предпринимателя. Военную карьеру Ралль начал 4 декабря 1936 года офицером-кадетом 13-го пехотного полка, но быстро покинул пехоту, переведясь в Люфтваффе. 1 сентября 1938 года ему было присвоено звание лейтенанта. Перед началом Второй мировой войны он перешёл в 4-ю эскадрилью 52-й эскадры (4./JG-52). Свою первую победу в воздушном бою Ралль одержал 12 мая (по другим данным — 18 мая) 1940 года (сбил истребитель Curtiss P-36 Hawk), в самом начале Французской кампании, его пилотировал чех Отто Ханцличек, выживший после поражения в бою.
Мне повезло в моём первом воздушном бою, но он дал мне чертовски много уверенности в себе… и страха, потому что в меня также попало много пуль.Г. Ралль
Через два месяца обер-лейтенант Ралль стал командиром 8-й эскадрильи 52-й эскадры Jagdgeschwader 52. Ралль не проявил особого мастерства воздушного бойца в схватках с британскими самолётами. Большую часть своих побед он одержал на восточном фронте. Имея на своём счету 35 побед, 28 ноября 1941 года Ралль получил тяжёлое ранение. Девять месяцев пилот лечился. 3 сентября 1942 года Ралль был награждён Рыцарским крестом за 65 побед в воздушных боях, а 26 октября — Дубовыми листьями за 100 побед, его наградил лично Адольф Гитлер. В июле 1943 года он стал командиром III группы 52-й эскадры Jagdgeschwader 52, третьим в Люфтваффе сбил 200 самолётов врага (29 августа 1943 года), за что был награждён Мечами к Рыцарскому кресту; вторым одержал 250 побед.
В апреле 1944 года, имея на счету 273 победы, Ралль был переведён из Крыма в ПВО Рейха на должность командира II группы 11-й эскадры. В этой должности Ралль сбил ещё два самолёта. 29 апреля лётчик сбил американский Lockheed P-38 Lightning севернее Ганновера. В ночь 12 мая 1944 года II группа 11-й эскадры в составе 16 истребительных групп отражала первый массовый налёт американских самолётов 8-й воздушной армии на объекты нефтепромышленного комплекса Германии. В ту ночь пилот одержал свою 275-ю победу (сбил истребитель P-47), которая стала последней. В том бою пилот получил серьёзное ранение и больше не смог летать. В ноябре 1944 года Ралль стал начальником школы лётчиков-истребителей, а в последние недели войны командовал 300-й эскадрой.
После войны несколько лет Гюнтер Ралль работал в электропромышленности, а затем поступил в воссозданные ВВС ФРГ. Частично именно заслугой Ралля стало появление на вооружении ВВС ФРГ истребителей-бомбардировщиков F-104, сам Ралль возглавил вооружённое этими самолётами подразделение JG-34 и участвовал в разработке модификации F-104G. Он настаивал на замене катапультируемого сидения из соображений безопасности. Военную карьеру пилот завершил в октябре 1975 года, будучи членом военного комитета НАТО.
Гюнтер Ралль умер 4 октября 2009 года в своём доме, через два дня после сердечного приступа. Ралль стал самым результативным немецким асом, который дожил до XXI века.